# Angela Franke
Angela Franke   (Magdeburg, 18 de novembre de 1957) és una nedadora alemanya, ja retirada, que va competir sota bandera de la República Democràtica Alemanya durant la dècada de 1970.
El 1972 va prendre part en els Jocs Olímpics d'Estiu de Múnic on fou desena en la prova dels 400 metres estils del programa de natació.
En el seu palmarès destaquen una medalla de plata i una de bronze al Campionat del Món de natació de 1973 i 1975 en els 400 i 200 metres estils respectivament. També guanyà dues medalles d'or i una de plata al Campionat d'Europa de natació de 1974. El 1973 va aconseguir millorar el rècord mundial deld 400 metres estils i el 1974 el rècord europeu dels 400 metres lliures. A nivell nacional guanyà els títols de la RDA dels 200 metres lliures (1974), 400 metres lliures (1974) i 200 metres estils (1974).